# 神宮寺 (阿南市)
神宮寺（じんぐうじ）は、徳島県阿南市新野町にある高野山真言宗の寺院である。山号は大轟山。本尊は釈迦如来。新四国曼荼羅霊場83番札所。

## 歴史
かつては西側に鎮座する轟神社の別当寺で、創建は轟神社と同じ814年（弘仁5年）と伝わる。
境内にある弁財天は新野弁財天と呼ばれ、かつて淡路より勧請したものである。

## 交通案内
- 四国旅客鉄道（JR四国）牟岐線 新野駅より車で約6分。

## 前後の札所
新四国曼荼羅霊場
82番 長谷寺 ---- 83番 神宮寺 ---- 84番 弘法寺